# Dźansagama
Dźansagama – osada na Sri Lance, w Prowincji Południowej, w dystrykcie Hambantota